# District de la Landwehr
Le district de la Landwehr (Landwehrbezirk ou Landwehrbataillonbezirk en allemand) est en Prusse et dans l'Empire allemand une subdivision (bezirk (de)) du territoire national, subordonnée à une autorité militaire, ici le commandement de district. Le système de remplacement (Ersatzwesen (de)) repose sur la division de l'Empire en districts de l'armée de terre.

## Fonctions
Le commandement de district (de), en tant qu'autorité militaire subordonnée au commandement général et en liaison avec les autorités civiles (Landrat (de)), gère les affaires de remplacement (de) de la défense et exerce un contrôle sur les personnes en congé (officiers et hommes de troupe (de)). Il est responsable de la conservation des pièces d'habillement et d'équipement de la Landwehr et des bataillons de réserve, ainsi que de la convocation et de la présentation des permissionnaires aux exercices et à la mobilisation.
L'opération annuelle de remplacement commence par l'opération de préparation, suivie de l'opération de recrutement et du tirage au sort de l'ordre probable d'engagement des personnes aptes au service militaire. Lors de l'opération de recrutement proprement dite, la commission supérieure de remplacement décide définitivement dans quelle unité de l'armée le conscrit sera engagé ou s'il doit être transféré à la réserve de remplacement.

## Organisation
À la fin des années 1880, l'Empire allemand compte trois districts de régiments de réserve (Berlin avec quatre districts de bataillons, Breslau et Cologne avec deux districts de bataillons chacun), 13 districts indépendants de réserve et 259 districts de bataillons de Landwehr.
Au début du XXe siècle, il existe 22 districts de corps d'armée (généralement identiques aux provinces ou royaumes) qui constituent un district de remplacement pour les unités qui y sont stationnées. Dans chaque district de réserve, il y a quatre districts de brigade d'infanterie, qui sont à leur tour divisés en plusieurs districts de défense terrestre. Les districts de l'armée de terre forment à leur tour plusieurs districts de recrutement et, si nécessaire, des districts d'échantillonnage.
Les districts de l'armée de terre sont généralement dirigés par des officiers d'état-major inactifs en tant que commandants, exceptionnellement par un Hauptmann. Le commandant de district a à sa disposition un leutnant actif en tant qu'adjudant de district ainsi que plusieurs officiers de district et de contrôle.